# Thanet (district)
Thanet is een Engels district in het shire-graafschap (non-metropolitan county OF county) Kent en telt 126.702 inwoners. De oppervlakte bedraagt 103 km².
Van de bevolking is 21,8% ouder dan 65 jaar. De werkloosheid bedraagt 4,4% van de beroepsbevolking (cijfers volkstelling 2001).

## Plaatsen in district Thanet
- Broadstairs
- Cliftonville
- Isle of Thanet
- Margate
- Newington
- Palm Bay
- St Peter's
- Westbrook
- Westgate-on-Sea

## Civil parishesin district Thanet
Acol, Birchington, Broadstairs and St. Peters, Cliffsend, Manston, Minster, Monkton, Ramsgate, Sarre, St. Nicholas at Wade.